# 贾里德·帕尔默
贾里德·帕尔默（英語：Jared Palmer，1971年7月2日—），美国男子网球运动员。他曾获得温布尔登网球锦标赛男子双打冠军、美国网球公开赛混合双打冠军、澳大利亚网球公开赛男子双打冠军和混合双打冠军。